# Hohe Rehstatt
Hohe Rehstatt är ett berg i Österrike.   Det ligger i distriktet Gmunden och förbundslandet Oberösterreich, i den centrala delen av landet, 210 km väster om huvudstaden Wien. Toppen på Hohe Rehstatt är 1 038 meter över havet, eller 132 meter över den omgivande terrängen. Bredden vid basen är 0,75 km. Hohe Rehstatt ingår i Höllengebirge.
Terrängen runt Hohe Rehstatt är bergig åt nordost, men åt sydväst är den kuperad. Närmaste större samhälle är Bad Ischl, 9,0 km söder om Hohe Rehstatt. 
I omgivningarna runt Hohe Rehstatt växer i huvudsak blandskog. Runt Hohe Rehstatt är det ganska tätbefolkat, med 70 invånare per kvadratkilometer.